# Xian MA700
Dimensions
Le Xian MA700 (MA pour 新 舟, "Modern Ark")  est un bi-turbopropulseur de transport régional chinois construit par Xi'an Aircraft Industrial Corporation (XAC).

## Historique
La première annonce concernant ce projet à lieu en 2007. La conception préliminaire a été revue en janvier 2017, avant la conception détaillée.
En décembre 2018, XAC commence la fabrication du premier MA700 destiné aux essais statiques. Il est livré le 27 mars 2019. Les tests ont lieu dans le hall 301 à Yanliang. Le premier vol est annoncé, fin janvier 2020, à la fin de 2020

## Caractéristiques
L'avionique du poste de pilotage utilise la suite Pro Line Fusion de Rockwell Collins. Les deux moteurs sont des Pratt & Whitney Canada PW150C, la plus puissante version du Pratt & Whitney Canada PW100 entraînant des hélices à 6 pales Dowty Rotol R504.
Le nez et la porte du MA700 ont été fabriqués à Chengdu et à Shenyang respectivement.
Il est annoncé pour décoller sur 1 400 m et atterrir sur 1 200 m.